# إحصار الضفيرة العضدية
إحصار الضفيرة العضدية (بالإنجليزية: Brachial plexus block)‏ هي تقنية تخدير موضعي تُستخدم أحياناً كبديل أو كمساعد في التخدير العام لجراحة الطرف العلوي. تتضمن هذه التقنية حقن المخدر الموضعي بالقرب من الضفيرة العضدية وهذا يمنع الإحساس والقدرة على تحريك الطرف العلوي بشكل مؤقت. يمكن أن يبقى المريض مستيقظاً أثناء هذه العملية الجراحية، أو يمكن تركينه أو تخديره بالكامل إن لزم الأمر.
هناك العديد من التقنيات لإحصار أعصاب الضفيرة العضدية. تُصنّف هذه التقنيات حسب المستوى الذي تُدخل به الإبرة أو القثطرة لحقن المخدر الموضعي- إحصار على الرقبة، إحصار فوق الترقوة مباشرة، إحصار تحت الترقوة، والإحصار الإبطي.

## الاستطبابات
قد ينتج عن التخدير العام هبوط في ضغط الدم ونقص في النتاج القلبي، والوهط الدوراني الدموي، ونقص التهوية، وفقدان المنعكسات على مجرى الهواء الوقائي(مثل السعال) والحاجة إلى التنبيب الرغامي والتهوية الميكانيكية وتأثيرات التخدير المتبقية. إن أهم ميزة في إحصار الضفيرة العضدية هي أنها تسمح بتجنب التخدير العام وبالتالي تجنب مضاعفاته وآثاره الجانبية غير المرغوب بها. على الرغم من أن إحصار الضفيرة العضدية لا تخلو من المخاطرة، إلاَ أنها عادةً ما تؤثر على أجهزة الجسم المختلفة بصورة أقل من التخدير العام. يكون إحصار الضفيرة العضدية خياراً مقبولاً عند تحقق جميع الشروط التالية:
- من المُتوقع أن تقتصر الجراحة على المنطقة الواقعة في المنتصف بين الكتف والأصابع.
- أن لا توجد مضادات استطباب مثل: الإنتان في موقع الحقن، أمراض الدم، القلق، الحساسية أو فرط الحساسية على التخدير الموضعي.
- لن تكون هناك حاجة لإجراء فحص عصبي للمنطقة مباشرةً بعد العملية الجراحية.
- يفضل المريض هذه التقنية على الأساليب الأخرى المُتاحة.

## التشريح
تتكون الضفيرة العضدية من الأجزاء الأمامية من الأعصاب الشوكية C5-C6-C7-C8-T1 وأجزاء من T2و C4. هناك عدة طرق لحصار الضفيرة العضدية، تبدأ تقريباً من العضلات الأخمعية وتستمر بعيداً نحو الكتلة فوق الترقوة، وتحت الترقوة والإبط. إن المفهوم الكامن وراء كل هذه الأساليب المتنوعة في الضفيرة العضدية هو وجود غمد يشمل الحزمة الوعائية العصبية المُمتدة من رباط عنق الرحم العميق وحتى حدود الإبط.

## التقنيات
تُنفذ هذه التقنية عادةً من قبل طبيب التخدير. لتحقيق إحصار مثالي يجب أن يكون طرف الإبرة على مقربة من أعصاب الضفيرة العضدية أثناء حقن محلول المخدر الموضعي. إذا كانت الإبرة قريبة من أحد الأعصاب أو تتلامس معها، فقد يتعرض هذا الشخص إلى خَدَر (إحساس وخز مفاجئ، يُوصف غالباً الشعور من قبل المريض بأنه «دبابيس وإبر» أو مثل صدمة كهربائية) في الذراع أو الأصابع. يسمح محرض العصب المحيطي المُتصل بالإبرة المناسبة بانبعاث التيار الكهربائي من طرف الإبرة. عندما يكون طرف الإبرة قريباً من العصب الحركي أو ملامساً له، فقد يظهر الانكماش المميز للعضلة. تسمح أجهزة الأمواج فوق الصوتية المحمولة الحديثة لمستخدمها بتصوير التشريح الداخلي، بما في ذلك الأعصاب المُراد سدها، والهياكل التشريحية المجاورة. رؤية المادة المخدرة المحيطة بالأعصاب أثناء الحقن المُوجّهة تنبئ بنجاح الإحصار.

### الآثار الجانبية
يحدث شلل جزئي مؤقت (اختلال وظيفي) للحجاب الحاجز الصدري عند جميع المرضى تقريباً الذين خضعوا لإحصار الضفيرة العضدية فوق الترقوة. يمكن إظهار مدى اعتلال الجهاز التنفسي عند هؤلاء المرضى عن طريق فحص وظائف الرئة. عند بعض المرضى- مثل المصابين بمرض الانسداد الرئوي المزمن الشديد- يمكن أن يؤدي ذلك إلى تثبيط في التنفس يتطلب التنبيب الرغامي والتهوية الميكانيكية.

### مضادات الاستطباب
تشتمل مضادات الاستطباب على مرض الانسداد الرئوي المزمن الشديد، وشلل جزئي في العصب الحجابي على الجانب المقابل من الإحصار.

### الإحصار فوق الترقوة
يوفر بداية سريعة للتخدير السريع على الذراع بحقنة واحدة، ومنطقة فوق الترقوة هي منطقة مثالية للعمليات المُجراة على الذراع والساعد، من العضد وحتى اليد. الضفيرة العضدية هي الأكثر إحكاماً على مستوى الجذوع التي تشكلها جذور الأعصاب C5 – T1، لذلك الإحصار في هذا المستوى لديه احتمال كبير أن يسد جميع فروع الضفيرة العضدية. ينتج عن ذلك ظهور سريع للنتائج ومعدلات النجاح العالية للجراحة وتسكين الطرف العلوي، باستثناء الكتف. يمكن استخدام المعالم السطحية لتحديد المكان المناسب لحقن المخدر الموضعي، والذي يكون عادةً وحشي (خارج) الخط الجانبي للعضلة النخامية العضلية القصية وفوق الترقوة، وذلك باعتبار الضلع الأول يمثل الحد الأقصى الذي يجب ألّا تُوجّه الإبرة أدناه (يقع التجويف الجنبي والجزء العلوي من الرئة على هذا المستوى). يمثل الجس أو التصوير بالأمواج فوق الصوتية للشريان تحت الترقوة علامة تشريحية مفيدة لتحديد مكان الضفيرة العضدية، والتي تكون وحشي الشريان في هذا المستوى. يمكن تحديد المكان القريب من الضفيرة العضدية باستخدام محرض العصب المحيطي أو التوجيه بالأمواج فوق الصوتية.

### الإحصار تحت الترقوة
بالنسبة للإحصار تحت الترقوة، تشير الدلائل الحالية إلى أنه - عند استخدام مُحرّض العصب المحيطي لتوضع العصب - فإن تقنية التحريض المزدوج أفضل من تقنية التحريض الفردي. بالمقارنة مع إحصار إبطي متعدد التحريض، يوفر الإحصار تحت الترقوة فعالية مماثلة. ومع ذلك، قد يرتبط هذا الإجراء بوقت أداء أقصر وألم أقل بالنسبة للمريض.

### الإحصار الإبطي
يعتبر الإحصار الإبطي مفيداً بشكل خاص في توفير التخدير وتسكين الألم بعد العملية الجراحية على المرفق والساعد والرسغ واليد. يعتبر الإحصار الإبطي أيضًا أكثر الطرق أمانًا في الطرق الأربعة الرئيسية للضفيرة العضدية، لأن هذه الطريقة لا تحمل خطورة حدوث شلل جزئي في العصب الحجابي، وهي أيضاً لا تسبب استرواح الصدر. في الإبط، تُثبَّت أعصاب الضفيرة العضدية والشريان الإبطي معًا في غمد ليفي يمثل استمرارًا للفافة العنقية العميقة. إن الشريان الإبطي السهل الجس يعد بمثابة علامة تشريحية موثوقة لهذا الإجراء، وغالبًا ما يؤدي حقن المخدر الموضعي بالقرب من هذا الشريان إلى إحصار جيد للضفيرة العضدية. يُنفذ الإحصار الإبطي بشكل شائع بسبب سهولة الإجراء ومعدل النجاح المرتفع نسبيًا.
مساوئ الكتلة الإبطية تشمل التخدير غير الكافي بالنسبة إلى توزيع العصب العضلي – العصبي. يوفر هذا العصب الوظيفة الحركية لعضلات العضلة ثنائية الرؤوس، والعضدية، والعضلات الرأسية، ويوفر أحد فروعها الإحساس لمنطقة الساعد. في حالة فقدان العصب العضلي - الجلدي، قد يكون من الضروري إحصار هذا العصب بشكل منفصل. يمكن تحقيق ذلك عن طريق استخدام مُحرض العصب المحيطي لتحديد موقع العصب أثناء مروره عبر العضلة الغُرابية العضدية.
تغيب في كثير من الأحيان الأعصاب الوربيّة العُضديّة (التي هي فروع من الأعصاب الوربية الثانية والثالثة) مع الإحصار الإبطي، لأن هذه الأعصاب تعطي الإحساس للجلد من الجوانب الإنسية والخلفية للذراع والإبط، فقد يتم التغلب على عزم الدوران على الذراع بشكل سيء في مثل هذه الحالات. يساعد الحقن تحت الجلد للتخدير الموضعي على الجانب الإنسي من الذراع في الإبطي المرضى على تحمل عزم الدوران بالذراع عن طريق سد هذه الأعصاب.
توفر تقنيات الحقن الفردي إحصارًا غير ثابت في المناطق التي تحتوي على الأعصاب العضلية الجلدية والكعبرية. تشير الدلائل الحالية إلى أن تقنية التحريض الثلاثي - مع الحقن على الأعصاب العضلية الجلدية والناصفة والكعبرية - هي أفضل تقنية للإحصار الإبطي.

## وصلات خارجية
- كلية نيويورك للتخدير النّاحي (بالإنجليزية)